# Jumpei Shimmura
Jumpei Shimmura (japanisch 新村 純平 Shimmura Jumpei; * 13. Oktober 1988 in der Präfektur Osaka) ist ein japanischer Fußballspieler.

## Karriere
Shimmura erlernte das Fußballspielen in der Schulmannschaft der Riseisha High School. Seinen ersten Vertrag unterschrieb er 2007 bei Tokyo Verdy. Der Verein spielte in der zweithöchsten Liga des Landes, der J2 League. 2007 wurde er mit dem Verein Vizemeister der J2 League und stieg in die J1 League auf. Am Ende der Saison 2008 stieg der Verein wieder in die J2 League ab.